# Зачем я знаю (пісня)
«Зачем я знаю»  — пісня української співачки Тіни Кароль з її четвертого студійного альбому «9 жизней». Як  сингл випущений 26 листопада 2011  року.

## Опис
Пісня "Зачем я знаю" - стала синглом альбому "9 жизней" Тіни Кароль. Автор пісні - Іван Алексеев

## Відеокліп
Режисером кліпу виступив Алан Бадоєв
Алан Бадоєв запропонував Тіні відмовитися від павільйонних зйомок, ролик знімали на міському звалищі і вулицях Києва. Співачка відповідала сюжету відео - без укладання, гриму і в звичайному одязі. 
У відео на пісню "Зачем я знаю" співачка розкрила усю гамму почуттів жінки, убитої зрадою коханого.
У основі кліпу лежить ситуація, що часто зустрічається в житті, - дівчина дізнається про обман, зраду. Декількома метафоричними образами передається її страждання і усі непідробні жіночі емоції. Дівчина помирає від безсилля, і хоче, щоб коханий збрехав, хоче не знати усієї правди. Вона, начебто, виганяє свого коханого, але в той же час просить залишитися його поруч. Також в ефірі на радіо "Europa Plus" Тіна розповіла, що в ході роботи над кліпом не прибігала до допомоги візажистов, а робила все самостійно, і, крім того, намагалася внести в кліп якомога більше своїх ідей.

## Список композицій
| Цифрове завантаження, стримінг | Цифрове завантаження, стримінг | Цифрове завантаження, стримінг | Цифрове завантаження, стримінг | Цифрове завантаження, стримінг |
| #                              | Назва                          | Автор слів                     | Автор музики                   | Тривалість                     |
| ------------------------------ | ------------------------------ | ------------------------------ | ------------------------------ | ------------------------------ |
| 1.                             | «Зачем я Знаю»                 | Іван Алексеев                  | Іван Алексеев                  | 4:04                           |

## Live виконання
2011 р. - "Зачем я знаю" -  сольний концерт в Києві 
2012 р. - "Зачем я знаю" -  "Голос Країни" 
2012 р. - "Зачем я знаю" -  Viva Найкрасивіші 
2014 р. -"Зачем я знаю" - Фільм "Сила любові та голоса"
2015 р. -"Зачем я знаю" - музична вистава "Я все еще люблю"